# David Nshimirimana
David Nshimirimana (Bujumbura, 2 gennaio 1993) è un calciatore burundese, difensore del Sofapaka e della Nazionale burundese.

## Caratteristiche tecniche
È un difensore centrale.

## Carriera

### Nazionale
Ha esordito con la Nazionale burundese il 7 settembre 2014 disputando l'amichevole vinta 1-1 contro il Tanzania.
È stato convocato per disputare la Coppa d'Africa 2019.